# Mar di Flores
Il mar di Flores è un mare dell'Indonesia, sezione dell'Oceano Pacifico. Fa parte del Mediterraneo Australasiatico.
Localizzato tra l'isola di Flores a sud e l'isola di Sulawesi a nord, copre una superficie di circa 103.500 chilometri quadrati. I principali corpi d'acqua posti nella regione sono il mar di Giava e il mar di Bali a ovest, il mar di Banda a est, il mar di Sawu a sud-est, l'Oceano Indiano a sud e lo stretto di Makassar a nord-ovest.